# Autoserica desquamata
Autoserica desquamata är en skalbaggsart som beskrevs av Brenske 1901. Autoserica desquamata ingår i släktet Autoserica och familjen Melolonthidae. Inga underarter finns listade.